# Segundo Protocolo Facultativo do Pacto Internacional sobre Direitos Civis e Políticos

Signatários do Segundo Protocolo Facultativo ao PIDCP: partes em verde escuro, signatários em verde claro, não membros em cinza

O Segundo Protocolo Facultativo ao Pacto Internacional sobre Direitos Civis e Políticos, que tem como objetivo a abolição da pena de morte, é um acordo complementar ao Pacto Internacional dos Direitos Civis e Políticos. Foi adotado em 15 de dezembro de 1989 e entrou em vigor em 11 de julho de 1991. Em dezembro de 2024, o protocolo contava com 92 Estados-partes, sendo a Zâmbia o país mais recente a ratificá-lo, em 19 de dezembro de 2024.
O protocolo compromete os países signatários a abolirem a pena de morte dentro de seus territórios, embora o Artigo 2.1 permita reservas que autorizam execuções "em tempo de guerra, em virtude de condenação por crime grave de natureza militar cometido durante a guerra" (caso de Brasil, Chile e El Salvador). Chipre, Malta e Espanha inicialmente apresentaram essa reserva, mas posteriormente a retiraram. Azerbaijão e Grécia ainda mantêm tal reserva, embora ambos já tenham abolido a pena de morte em todas as circunstâncias. (A Grécia também ratificou o Protocolo n.º 13 da Convenção Europeia dos Direitos Humanos, que proíbe a pena de morte em qualquer caso).